# Pierre Lespine
Pierre Lespine, sieur des Colombies, est un prêtre français, historien et archiviste du Périgord, garde-manuscrit à la Bibliothèque nationale, premier professeur nommé à l'École royale des chartes, né dans le village de Leyfourcerie, paroisse de Vallereuil le 7 septembre 1757, et mort à Paris le 11 mars 1831.

## Biographie
Pierre Lespine appartenait à une famille d'agriculteurs aisés ayant armoiries d'après l'Armorial de la noblesse du Périgord d'Alfred de Froidefond de Boulazac, tome 2, p. 91-92. Cette famille était installée aux Fourceries (Fourceyries ou Leyfourceries) ou du Colombier. Il est le fils de Jean Lespine et de Catherine Lacour. Entre mars 1767 et mai 1772, il a été l'élève de l'abbé Jacques Mauvillier, sieur des Hommes, docteur en théologie, puis de M. Olivier à Neuvic. À la fin de l'année, il entre dans la classe de philosophie du petit séminaire à Périgueux. En 1774, il a commencé l'étude de la théologie qu grand séminaire de Périgueux. Ayant terminé ses études avant l'âge requis, il a donné des cours particuliers.

### Prêtre et chanoine de la cathédrale de Périgueux
Il a été ordonné prêtre le 22 décembre 1781. Il est envoyé comme vicaire auxiliaire à Montpeyroux, puis à Issac, enfin à Montagnac-la-Crempse. Dès cette époque, son goût particulier pour l'étude des chartes et des généalogies lui avait procuré des protecteurs qui lui ont contribué à son élection comme chanoine de la cathédrale de Périgueux le 4 juin 1788. Il est installé le 17 juin par l'abbé Crémoux, doyen du chapitre et vicaire général du diocèse. Il avait été reçu par Mgr de Flamarens qui l'avait mis en garde contre la fabrication de chartes pour le chapitre.

### Émigré en Allemagne
À l'invitation du comte Louis d'Hautefort de Vaudres, il a quitté Périgueux le 7 janvier 1789 pour Paris afin de faire des recherches généalogiques sur sa famille. Pierre Lespine voulait en profiter pour consulter les documents déposés à la Bibliothèque du roi et dans les collections parisiennes. À Paris, il est installé dans un petit appartement dans l'hôtel appartenant au marquis de La Grandville, beau-père du comte Louis d'Hautefort. Devant l'agitation qui se développe à Paris, le marquis de La Grandville a quitté son hôtel, obligeant Pierre Lespine pour continuer ses études à s'installer dans une hôtellerie de la rue de l'Université où logeait son ami Wlgrin de Taillefer. Il quitte Paris le 27 juillet 1789 et arrive à Périgueux le 9 août. Dès 1790, l'agitation s'était transmise à Périgueux et Pierre Lespine fut inquiété. Le chapitre ayant été supprimé, il n'avait plus les ressources de son canonicat. Il a choisi d'émigrer à Coblence à l'invitation du comte de Vaudres. Il s'est rendu à Paris qu'il a quitté le 25 novembre. Il va passé son séjour en Allemagne à faire des études et deux voyages dans la Prusse Rhénane avec Guillaume Gontier de Biran. Le premier, de huit jours, à partir du 24 mars 1792, descendant le Rhin de Coblence à Bonn, puis retour à Coblence. Le second voyage a duré un mois et ils sont arrivés à Mayence le 13 juin. Ces voyages ont été le sujet d'un journal manuscrit, Voyage aux bords du Rhin, par MM. de Biran et Lespine. Il a ensuite séjourné pendant deux mois à Bonn, puis devant l'avancée de l'armée commandée par le général Custine, il s'est installé à Aix-la-Chapelle qu'il doit de nouveau quitter avant l'arrivée des troupes pour Dusseldorf, puis Ham, avant d'y revenir avec le comte d'Hautefort. Au printemps 1795, il s'est établi à Constance. Les élections de 1797 ont apporté un peu de sécurité aux émigrés, lui permettant de s'installer à Arlesheim, près de Bâle, en juillet 1797. Il y a reçu pour la première fois depuis son départ de France des nouvelles de sa famille. Son frère lui indiquait qu'il avait pu racheter leurs propriétés confisquées. Son frère cadet, prêtre lui aussi avait accepté de prêter serment avant de rétracter. Au début 1798, il est à Fribourg-en-Brisgau avec la famille La Grandville, puis va à Ottobeureu avec la famille du comte de Vaudres. À la suite des mesures réparatrices du gouvernement consulaire, il va à Mannheim pour obtenir un passeport et rentrer en France et séjourner à Paris. Le décret lui permettant de rentrer en France était signé de Fouché. De son séjour près de la noblesse lui est venu l'usage de faire précéder de la particule son nom patronymique.

### Retour en France. Directeur des archives de la Dordogne. Aide-conservateur de la Bibliothèque impériale puis royale. Premier professeur de l'École royale des chartes
Il est de retour en Dordogne à l'été 1802. Le préfet Rivet lui a proposé le poste d'archiviste départemental. Il n'a accepté ce poste qu'après les mariages des enfants du comte de Vaudres. Il est devenu directeur des archives départementales de la Dordogne à partir de décembre 1805. Il occupait ce poste depuis dix-huit mois quand on lui a proposé d'être employé au Cabinet des manuscrits de la Bibliothèque impériale. Il est nommé aide-conservateur par Bon-Joseph Dacier, prenant la succession de Georges-Jean Mouchet. Il s'est installé définitivement à Paris le 1er mai 1807. Il a cependant continué ses relations avec le Périgord. En 1826, il est membre correspondant de la Société d'agriculture, sciences et arts de la Dordogne. Il continue à faire des séjours dans sa famille et rend visite à ses amis.
Pierre Lespine est le premier professeur nommé à l'École des chartes, le 5 mars 1821. L'École des chartes avait été fondée le 22 février précédent et six élèves y avaient été admis. Les premiers cours étaient donnés à la Bibliothèque royale. L'École des chartes disparaît en 1823 faute d'auditeurs. Elle est rétablie par l'ordonnance royale du 11 novembre 1829 avec deux cours, aux Archives du royaume et à la Bibliothèque royale. L'arrêté du 13 octobre 1830 indique que les deux cours sont donnés à la Bibliothèque royale. Les professeurs nommés sont Pierre Lespine et Champollion-Figeac.

## Œuvre de Pierre Lespine: le fonds Périgord du département des manuscrits de la Bibliothèque nationale
Pierre Lespine n'a produit aucun ouvrage. Son œuvre essentielle, avec la recherche des chartes du Périgord permettant de les conserver, a été d'être l'ordonnateur du « Fonds Périgord » conservé au département des manuscrits de la Bibliothèque nationale et son continuateur par le legs de ses propres documents constitués de dossiers et de notes généalogiques appelé parfois « Fonds Lespine ».
Ce fonds a été constitué pour donner à plusieurs historiens du Périgord les matériaux nécessaires à leurs études : Lagrange-Chancel qui avait le projet d'écrire une Histoire du Périgord, le chevalier Pierre-Joseph de Cablan (†1751), petit-fils de Joseph Chevalier de Cablan, maire de Périgueux en 1678 et 1689. Lagrange-Chancel avait confié ses manuscrits à l'abbaye de Chancelade à sa mort. Les chanoines de Chancelade Labrousse de Beauregard et Baudeau ont essayé de continuer cette recherche. C'est un autre chanoine chanceladais, Guillaume Vivien Leydet (1736-1776), qui a entrepris, en 1759, la succession des travaux de Lagrange-Chancel. Ces recherches sont aidées par Henri Bertin, contrôleur général des finances de Louis XV. Dès 1769, Leydet est aidé par un autre chanoine chanceladais, Joseph Prunis (1742-1815), sous-prieur de Chancelade. En 1770, Joseph Prunis a découvert dans un coffre du château de Montaigne le manuscrit du Journal de voyage en Italie de Montaigne. Leydet et Prunis ont demandé au ministre Bertin de les introduire à Paris dans les bibliothèques et les cabinets des riches seigneurs pour poursuivre leurs études historiques. Leydet déjà malade n'a pas pu partir, seul Prunis a quitté l'abbaye de Chancelade pour Paris en 1774. Ce dernier a commencé par s'intéresser aux troubadours et a rédigé un manuscrit. À la mort de Leydet, en 1776, ses documents sont d'abord conservés par l'abbé de Chancelade, Jean-Louis de Penchenat, qui les a ensuite transférés à Joseph Prunis, devenu prieur de l'abbaye Saint-Cyprien en 1782, pour lui permettre d'écrire une histoire du Périgord. En 1793, ce dernier a été le maître d'œuvre du brûlement des archives de Périgueux mais il a conservé les documents qu'il avait en sa possession. À la fin de sa vie, en 1811, Prunis a écrit une lettre au ministre de l'Intérieur pour vendre ses collections. Le ministre de l'Intérieur a confié à Pierre Lespine, conservateur des manuscrits de la bibliothèque impériale, l'évaluation de ce fonds. Dans une lettre de Pierre Lespine à son ami Wlgrin de Taillefer sur ce fonds, il lui fait part de l'ironie de cette situation car il avait eu des difficultés dans le passé à accéder à ce fonds : « je les ferai mousser autant que je pourrai, quoiqu'ils soient dans un décousu et un désordre inconcevables. Il en manque même plusieurs ... ». Ces fonds ont été acquis en 1812 par la Bibliothèque nationale. Pierre Lespine a dressé des tables chronologiques à partir des fonds Leydet et Prunis.
Le fonds Périgord comporte 183 volumes et 51 000 feuillets :
- Les documents réunis par Leydet et Prunis se trouvent dans les tomes 1 à 22 et contient des tables chronologiques établies par Pierre Lespine.
- Les travaux de Pierre Lespine sont réunis dans les tomes 23 à 183.

Ces volumes sont, le plus souvent, constitués de cahiers et de feuilles volantes contenant les transcriptions ou copies d'actes. Huit de ces volumes sont composés d'actes originaux classés thématiquement ou chronologiquement, ainsi que huit autres volumes constitués de copies de chartes, qui ont été classées par ordre chronologique.

## Publication
- Guillaume Gontier de Biran, Pierre Lespine, Voyage sur les bords du Rhin fait en 1792 par Guillaume Gontier de Biran et l'abbé Pierre Lespine, préface de Jean Mondot, Les éditions de l'Entre-Deux-Mers, Saint-Quentin-de-Baron, 2015,  (ISBN 978-2-37157-010-8) ; 349p.